# Église Saint-Germain-l'Écossais de Saint-Germain-sur-Bresle
Pour les articles homonymes, voir Église Saint-Germain.
L'église Saint-Germain-l'Écossais est une église catholique située à Saint-Germain-sur-Bresle, dans le département de la Somme, en France, au sud-ouest d'Amiens.

## Historique
Saint-Germain-sur-Bresle est le lieu où fut inhumé saint Germain l'Écossais, après son martyre, en 480. Une église fut construite pour abriter son tombeau. L'église actuelle date du XVIIIe siècle.

## Caractéristiques
Cette église du XVIIIe siècle est construite de brique et de silex. Elle offre une grande sobriété architecturale. Son plan est rectangulaire et comprend la nef et le chœur, il n'y a pas de transept. Une tour-clocher en brique est accolée au côté nord de l'édifice. L'édifice est voûté de bois, une poutre de gloire surmontée d'un groupe sculpté représentant la Passion du Christ sépare la nef du chœur. Le tombeau de Germain l’Écossais, classé monument historique, se compose d'un sarcophage du IXe siècle surmonté d'un gisant sculpté en pierre.
Deux statues de Germain de la Bresle sont conservées dans l'église. La plus ancienne, du XVe siècle, est en bois et mesure 1,50 mètre de haut. Elle représente un évêque revêtu d'une chape et d'une aube, il porte un manipule. De la main gauche, il tient une crosse, de la main droite il bénit. La seconde est une statuette en bois du début du XVIe siècle. Elle est exposée sur un autel du côté droit de la nef. Le saint est représenté revêtu d'une chape, retenant un dragon sous son étole. Des reliquaires de la fin du XVIIe siècle : une tête d'évêque et un bras, conservent des reliques du saint. Un vitrail représente Germain de la Bresle en tenue d'évêque.